# 1950 코파 델 헤네랄리시모 결승전
1950 코파 델 헤네랄리시모 결승전(스페인어: La Final de la Copa del Generalísimo de 1950)은 현재 코파 델 레이로 알려진 스페인 컵대회의 46번째 결승전이다. 이 경기는 1950년 5월 28일, 마드리드의 누에보 차마르틴에서 열렸고, 아틀레티코 빌바오가 바야돌리드를 연장전 끝에 4-1로 이기고 우승을 거두었다.

## 상세 경기 정보
| 아틀레티코 빌바오        | 4–1 (연장전)      | 바야돌리드 |
| ------------------------ | ----------------- | ---------- |
| 사라 15′, 94′, 96′, 117′ | 리포트 (스페인어) | 코케 85′   |

| 아틀레티코 빌바오: |    |                           |
|                    |    |                           |
| GK                 | 1  | 라이문도 레사마           |
| DF                 | 2  | 카니토                    |
| DF                 | 3  | 세라핀 아레타             |
| DF                 | 4  | 안셀모 아람베리           |
| MF                 | 5  | 마놀린                    |
| MF                 | 6  | 난도                      |
| FW                 | 7  | 라파엘 이리온도           |
| FW                 | 8  | 베낭시오                  |
| FW                 | 9  | 텔모 사라                 |
| FW                 | 10 | 호세 루이스 파니소 (주장) |
| FW                 | 11 | 아구스틴 가인사           |
| 감독:              |    |                           |
| 호세 이라라고리    |    |                           |

| 바야돌리드:       |    |                        |
|                   |    |                        |
| GK                | 1  | 호세 루이스 사소       |
| DF                | 2  | 프란시스코 레스메스    |
| DF                | 3  | 주안 바보트            |
| DF                | 4  | 라파엘 레스메스        |
| MF                | 5  | 후안 안토니오 오르테가 |
| MF                | 6  | 이시드로 라살라        |
| FW                | 7  | 아폴리나르 레부엘타    |
| FW                | 8  | 헤라르도 코케          |
| FW                | 9  | 훌리안 바케로 (주장)   |
| FW                | 10 | 에밀리오 알데코아      |
| FW                | 11 | 프란시스코 후안코      |
| 감독:             |    |                        |
| 안토니오 바리오스 |    |                        |